# Volduchy
Volduchy (en allemand : Wolduch) est une commune du district de Rokycany, dans la région de Plzeň, en République tchèque. Sa population s'élevait à 1 221 habitants en 2021.

## Géographie
Volduchy se trouve à 5 km au nord-est du centre de Rokycany, à 19 km à l'est-nord-est de Plzeň et à 68 km à l'ouest-sud-ouest de Prague.
La commune est limitée par Osek à l'ouest et au nord, par Těškov et Holoubkov à l'est et par Svojkovice et Rokycany au sud.

## Histoire
La première mention écrite du village date de 1289.

## Galerie

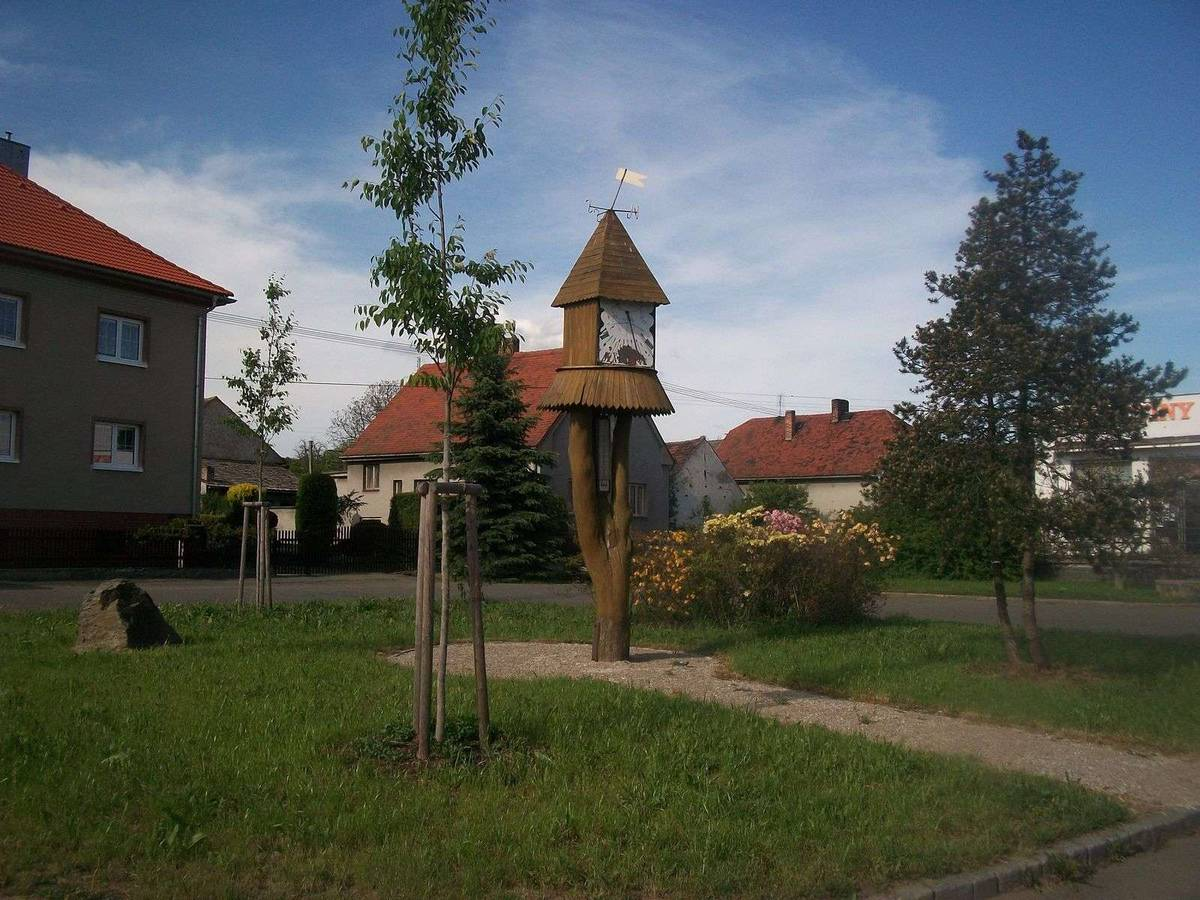
Centre de Volduchy.
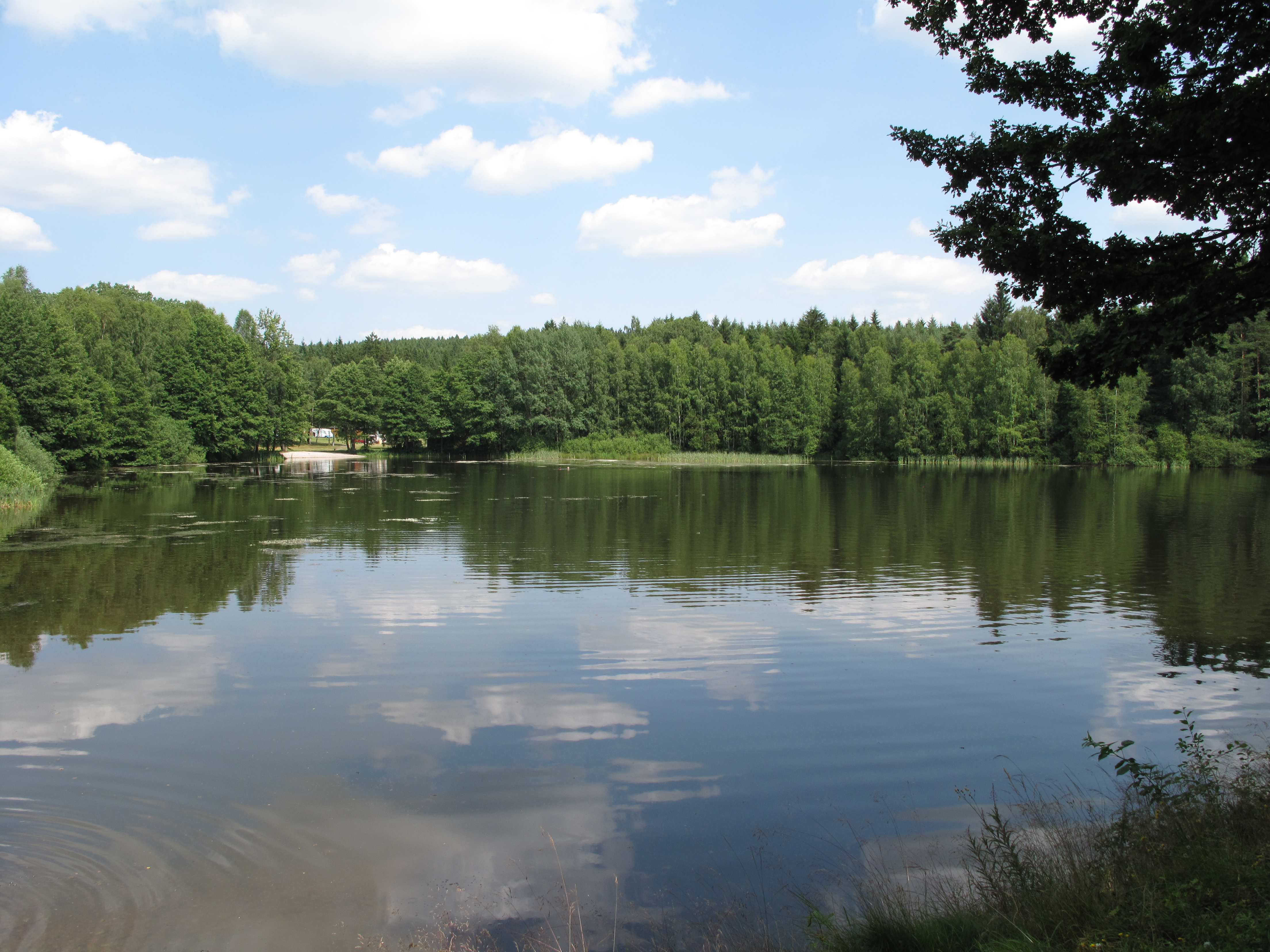
Étang à Volduchy.

## Transports
Par la route, Volduchy se trouve à 6 km de Rokycany, à 23 km de Plzeň et à 77 km de Prague. 